# سرزمین مادری (آلبوم)
آلبوم موسیقی «سرزمین مادری» کاری از روزبه نعمت‌الهی از انتشارات آوای باربد منتشر شده‌است. آلبوم سرزمین مادری اولین آلبوم روزبه نعمت‌الهی می‌باشد که با ۱۱ ترک در سال ۱۳۸۲ منتشر شده‌است. تنظیم این آلبوم را پیام قربانی به کوشش فریدون شهبازیان بر عهده داشتند. روزبه نعمت‌الهی انتخاب ترانه‌هایی که روزبه اجرا نموده اغلب توسط پدرش صورت گرفته‌است. مسرور و روزبه به صورت ذوقی در زمینه ترانه هم فعالیت دارند به گونه ای که خیلی از کارهایی که نعمت‌الهی انجام می‌دهد، ترکیبی از اشعار مختلف و ابیات اشعار یک شاعر به‌خصوص مولانا هستند که پدرش این کار را انجام می‌دهد.

## لیست آهنگ‌ها
| #  | نام خواننده    | نام آهنگ        | زمان  |
| -- | -------------- | --------------- | ----- |
| ۱  | روزبه نعمت‌الهی | سرزمین مادری یک | ۴:۵۸  |
| ۲  | روزبه نعمت‌الهی | توی قلب من      | ۴:۳۴  |
| ۳  | روزبه نعمت‌الهی | گل خشکیده       | ۶:۱۷  |
| ۴  | روزبه نعمت‌الهی | آهای دل‌های عاشق | ۴:۵۷  |
| ۵  | روزبه نعمت‌الهی | عزیز مهربونم    | ۵:۱۷  |
| ۶  | روزبه نعمت‌الهی | نفس چلچله‌ها     | ۴:۲۵  |
| ۷  | روزبه نعمت‌الهی | تو              | ۴:۳۰  |
| ۸  | روزبه نعمت‌الهی | پرستو           | ۳:۴۰  |
| ۹  | روزبه نعمت‌الهی | آبی             | ۴:۳۰  |
| ۱۰ | روزبه نعمت‌الهی | سرزمین مادری دو | ۰۴:۵۵ |